# Championnats du monde de triathlon 2022
Navigation
Édition précédente Édition suivante
Les championnats du monde de triathlon 2022 sont composés d'une série de sept étapes, organisées par la Fédération internationale de triathlon (World Triathlon). Ce circuit à étapes porte le nom de Série des championnats du monde de triathlon (World Triathlon Championship Series - WTCS). Le circuit 2022, propose en complément deux étapes de 2021 (Hambourg et Abou Dabi).

## Organisation
Les épreuves du championnat du monde comportent aussi bien des courses au format M (distance olympique), soit 1 500 m de natation, 40 km de cyclisme et 10 km de course à pied, qu'au format S (sprint), soit 750 m de natation, 20 km de cyclisme et 5 km de course à pied et des courses en relais mixte (4X4). Les titres de champion et championne du monde de triathlon sur courte distance, sont octroyés aux triathlètes totalisant le plus grand nombre de points au classement général. Les titres pour les U23 (espoir) et les juniors s'attribuent sur une seule course qui se déroule généralement lors des journées de la grande finale du circuit.
L'étape d'Abou Dabi est l'épreuve finale du championnat du monde individuel sur courte distance qui décerne les titres de champion et championne du monde de triathlon courte distance.

## Calendrier
| Étape | Date                | Ville      | Pays                | M | S | R | E |
| ----- | ------------------- | ---------- | ------------------- | - | - | - | - |
| 1     | 14-15 mai 2022      | Yokohama   | Japon               | x |   |   |   |
| 2     | 11-12 juin 2022     | Leeds      | Royaume-Uni         |   | x | x |   |
| 3     | 25-26 juin 2022     | Montreal   | Canada              |   |   | x | x |
| 5     | 9-10 juillet 2022   | Hambourg   | Allemagne           |   | x | x |   |
| 4     | 7-8 octobre 2022    | Cagliari   | Italie              | x |   |   |   |
| 6     | 5-6 novembre 2022   | Bermudes   | Bermudes            | x |   |   |   |
| 7     | 24-26 novembre 2022 | Abou Dhabi | Émirats arabes unis | x |   |   |   |

## Résultats

### Yokohama
L'épreuve se déroule sur distance standard en individuel (distance M).
| Position           | Hommes       | Hommes | Hommes          | Femmes               | Femmes | Femmes          |
| Position           | Nom          | Pays   | Temps           | Nom                  | Pays   | Temps           |
| ------------------ | ------------ | ------ | --------------- | -------------------- | ------ | --------------- |
| Médaille d'or      | Alex Yee     |        | 1 h 43 min 30 s | Georgia Taylor-Brown |        | 1 h 51 min 44 s |
| Médaille d'argent  | Hayden Wilde |        | 1 h 43 min 40 s | Léonie Périault      |        | 1 h 51 min 50 s |
| Médaille de bronze | Léo Bergère  |        | 1 h 43 min 59 s | Flora Duffy          |        | 1 h 51 min 55 s |

### Leeds
L'épreuve se déroule sur distance sprint en individuel (distance S).
| Position           | Hommes       | Hommes | Hommes      | Femmes               | Femmes | Femmes      |
| Position           | Nom          | Pays   | Temps       | Nom                  | Pays   | Temps       |
| ------------------ | ------------ | ------ | ----------- | -------------------- | ------ | ----------- |
| Médaille d'or      | Hayden Wilde |        | 53 min 18 s | Cassandre Beaugrand  |        | 59 min 3 s  |
| Médaille d'argent  | Léo Bergère  |        | 53 min 28 s | Georgia Taylor-Brown |        | 59 min 12 s |
| Médaille de bronze | Lasse Lührs  |        | 53 min 38 s | Sophie Coldwell      |        | 59 min 15 s |

| Position           | Équipe                                                                   | Temps           |
| ------------------ | ------------------------------------------------------------------------ | --------------- |
| Médaille d'or      | Allemagne                                                                | 1 h 28 min 0 s  |
| Médaille d'or      | - Lasse Nygaard-Priester - Anabel Knoll - Lasse Lührs - Laura Lindemann  | 1 h 28 min 0 s  |
| Médaille d'argent  | Royaume-Uni                                                              | 1 h 28 min 14 s |
| Médaille d'argent  | - Thomas Bishop - Sophie Coldwell - Grant Sheldon - Georgia Taylor-Brown | 1 h 28 min 14 s |
| Médaille de bronze | France                                                                   | 1 h 28 min 20 s |
| Médaille de bronze | - Tom Richard - Sandra Dodet - Léo Bergère - Audrey Merle                | 1 h 28 min 20 s |

### Montréal
L'épreuve se déroule sur distance super sprint et au format « Eliminator » en individuel.
| Position           | Hommes       | Hommes | Hommes      | Femmes               | Femmes | Femmes      |
| Position           | Nom          | Pays   | Temps       | Nom                  | Pays   | Temps       |
| ------------------ | ------------ | ------ | ----------- | -------------------- | ------ | ----------- |
| Médaille d'or      | Alex Yee     |        | 21 min 55 s | Georgia Taylor-Brown |        | 24 min 4 s  |
| Médaille d'argent  | Hayden Wilde |        | 21 min 58 s | Cassandre Beaugrand  |        | 24 min 7 s  |
| Médaille de bronze | Léo Bergère  |        | 21 min 59 s | Beth Potter          |        | 24 min 15 s |

| Position           | Équipe                                                                 | Temps           |
| ------------------ | ---------------------------------------------------------------------- | --------------- |
| Médaille d'or      | France                                                                 | 1 h 27 min 14 s |
| Médaille d'or      | - Pierre Le Corre - Emma Lombardi - Vincent Luis - Cassandre Beaugrand | 1 h 27 min 14 s |
| Médaille d'argent  | Royaume-Uni                                                            | 1 h 27 min 37 s |
| Médaille d'argent  | - Alex Yee - Sophie Coldwell - Samuel Dickinson - Georgia Taylor-Brown | 1 h 27 min 37 s |
| Médaille de bronze | États-Unis                                                             | 1 h 27 min 44 s |
| Médaille de bronze | - Seth Rider - Taylor Spivey - Kevin McDowell - Summer Rappaport       | 1 h 27 min 44 s |

### Hambourg
L'épreuve se déroule sur distance sprint en individuel.
| Position           | Hommes           | Hommes | Hommes      | Femmes       | Femmes | Femmes      |
| Position           | Nom              | Pays   | Temps       | Nom          | Pays   | Temps       |
| ------------------ | ---------------- | ------ | ----------- | ------------ | ------ | ----------- |
| Médaille d'or      | Hayden Wilde     |        | 53 min 10 s | Flora Duffy  |        | 58 min 37 s |
| Médaille d'argent  | Matthew Hauser   |        | 53 min 13 s | Beth Potter  |        | 58 min 43 s |
| Médaille de bronze | Jawad Abdelmoula |        | 53 min 26 s | Lisa Tertsch |        | 58 min 53 s |

| Position           | Équipe                                                                     | Temps           |
| ------------------ | -------------------------------------------------------------------------- | --------------- |
| Médaille d'or      | Royaume-Uni                                                                | 1 h 20 min 50 s |
| Médaille d'or      | - Barclay Izzard - Sian Rainsley - Samuel Dickinson - Kate Waugh           | 1 h 20 min 50 s |
| Médaille d'argent  | Australie                                                                  | 1 h 21 min 3 s  |
| Médaille d'argent  | - Luke Willian - Sophie Linn - Matthew Hauser - Natalie Van Coevorden      | 1 h 21 min 3 s  |
| Médaille de bronze | Allemagne                                                                  | 1 h 21 min 10 s |
| Médaille de bronze | - Valentin Wernz - Lisa Tertsch - Lasse Nygaard Priester - Laura Lindemann | 1 h 21 min 10 s |

### Cagliari
L'épreuve se déroule sur distance standard en individuel (distance M).
| Position           | Hommes            | Hommes | Hommes          | Femmes               | Femmes | Femmes          |
| Position           | Nom               | Pays   | Temps           | Nom                  | Pays   | Temps           |
| ------------------ | ----------------- | ------ | --------------- | -------------------- | ------ | --------------- |
| Médaille d'or      | Alex Yee          |        | 1 h 40 min 19 s | Georgia Taylor-Brown |        | 1 h 47 min 42 s |
| Médaille d'argent  | Jonathan Brownlee |        | 1 h 40 min 26 s | Emma Lombardi        |        | 1 h 47 min 54 s |
| Médaille de bronze | Manoel Messias    |        | 1 h 40 min 29 s | Taylor Knibb         |        | 1 h 47 min 58 s |

### Bermudes
L'épreuve se déroule sur distance standard en individuel (distance M).
| Position           | Hommes                   | Hommes | Hommes          | Femmes       | Femmes | Femmes         |
| Position           | Nom                      | Pays   | Temps           | Nom          | Pays   | Temps          |
| ------------------ | ------------------------ | ------ | --------------- | ------------ | ------ | -------------- |
| Médaille d'or      | Vincent Luis             |        | 1 h 49 min 37 s | Flora Duffy  |        | 2 h 1 min 26 s |
| Médaille d'argent  | Antonio Serrat Seoane    |        | 1 h 49 min 45 s | Taylor Knibb |        | 2 h 3 min 4 s  |
| Médaille de bronze | Roberto Sánchez Mantecón |        | 1 h 49 min 54 s | Beth Potter  |        | 2 h 3 min 17 s |

### Abou Dabi
L'épreuve se déroule sur distance standard en individuel (distance M).
| Position           | Hommes         | Hommes | Hommes          | Femmes               | Femmes | Femmes          |
| Position           | Nom            | Pays   | Temps           | Nom                  | Pays   | Temps           |
| ------------------ | -------------- | ------ | --------------- | -------------------- | ------ | --------------- |
| Médaille d'or      | Léo Bergère    |        | 1 h 44 min 14 s | Flora Duffy          |        | 1 h 53 min 24 s |
| Médaille d'argent  | Morgan Pearson |        | 1 h 44 min 25 s | Georgia Taylor-Brown |        | 1 h 54 min 28 s |
| Médaille de bronze | Jelle Geens    |        | 1 h 44 min 34 s | Lena Meißner         |        | 1 h 55 min 59 s |

## Classement général championnat du monde élite
| Rang               | Nom                   | Points |
| ------------------ | --------------------- | ------ |
| Médaille d'or      | Léo Bergère           | 4741   |
| Médaille d'argent  | Alex Yee              | 4721   |
| Médaille de bronze | Hayden Wilde          | 4696   |
| 4                  | Jelle Geens           | 4384   |
| 5                  | Vincent Luis          | 3880   |
| 6                  | Matthew Hauser        | 3232   |
| 7                  | Antonio Serrat Seoane | 3000   |
| 8                  | Vasco Vilaça          | 2895   |
| 9                  | Lasse Lührs           | 2792   |
| 10                 | Pierre Le Corre       | 2727   |

| Rang               | Nom                    | Points |
| ------------------ | ---------------------- | ------ |
| Médaille d'or      | Flora Duffy            | 5105   |
| Médaille d'argent  | Georgia Taylor-Brown   | 5081   |
| Médaille de bronze | Taylor Knibb           | 4179   |
| 4                  | Taylor Spivey          | 3889   |
| 5                  | Cassandre Beaugrand    | 3801   |
| 6                  | Sophie Coldwell        | 3537   |
| 7                  | Beth Potter            | 3479   |
| 8                  | Laura Lindemann        | 3296   |
| 9                  | Maya Kingma            | 3101   |
| 10                 | Miriam Casillas García | 3019   |